# As Duas Irmãs (Lemmen)
As Duas Irmãs, do original em inglês The Two Sisters, também conhecida como The Serruys Sisters, é uma pintura a óleo de 1894 do artista belga Georges Lemmen, localizada no Museu de Arte de Indianápolis, no estado de Indiana, Estados Unidos. O artista usa o pontilhismo para representar as irmãs Jenny e Berthe Serruys.

## Descrição
Este retrato duplo de Jenny, de oito anos, e Berthe, de doze, é típico dos retratos austeros e detalhados de Lemmen. Ele representou o par com olhares penetrantes e uma presença dominante, diferente do sentimentalismo comum em retratos de crianças. A moldura de madeira pintada é original, uma das poucas molduras neoimpressionistas remanescentes. Enquanto o vermelho dos vestidos das meninas e o azul do fundo são as cores dominantes, Lemmen utilizou pontos verdes e laranjas na pintura e moldura para realçar esses tons. Utilizar as extremidades opostas da roda cromática significa que o efeito de contraste estimula um brilho maior no vermelho e no azul do que eles teriam evocado por conta própria.

## Informação histórica
Lemmen era amigo da família Serruys. Seu crescente interesse no movimento arts and crafts pode ser visto na atenção que deu ao padrão da toalha de mesa e nas gavinhas entrelaçadas da planta. Na época deste retrato, ele ainda se aderia com mais força ao rigor do neoimpressionismo, embora fosse eventualmente mudar para pinceladas mais soltas e divisão de cores. 

### Aquisição
Edmond Serruys, o pai das meninas, encomendou a pintura de Lemmen e depois a deixou para Jenny Serruys Bradley, a garota mais jovem, após sua morte em 1917. A pintura deixou sua posse na década de 1960, viajando entre galerias de Londres e Nova York, até parar na coleção de W. J. Holliday, que a entregou ao Museu de Arte de Indianápolis em 1979. Possui o número de aquisição 79 317. Encontra-se atualmente na Galeria Robert H. & Ina M. Mohlman.